# Tecnologia de la informació

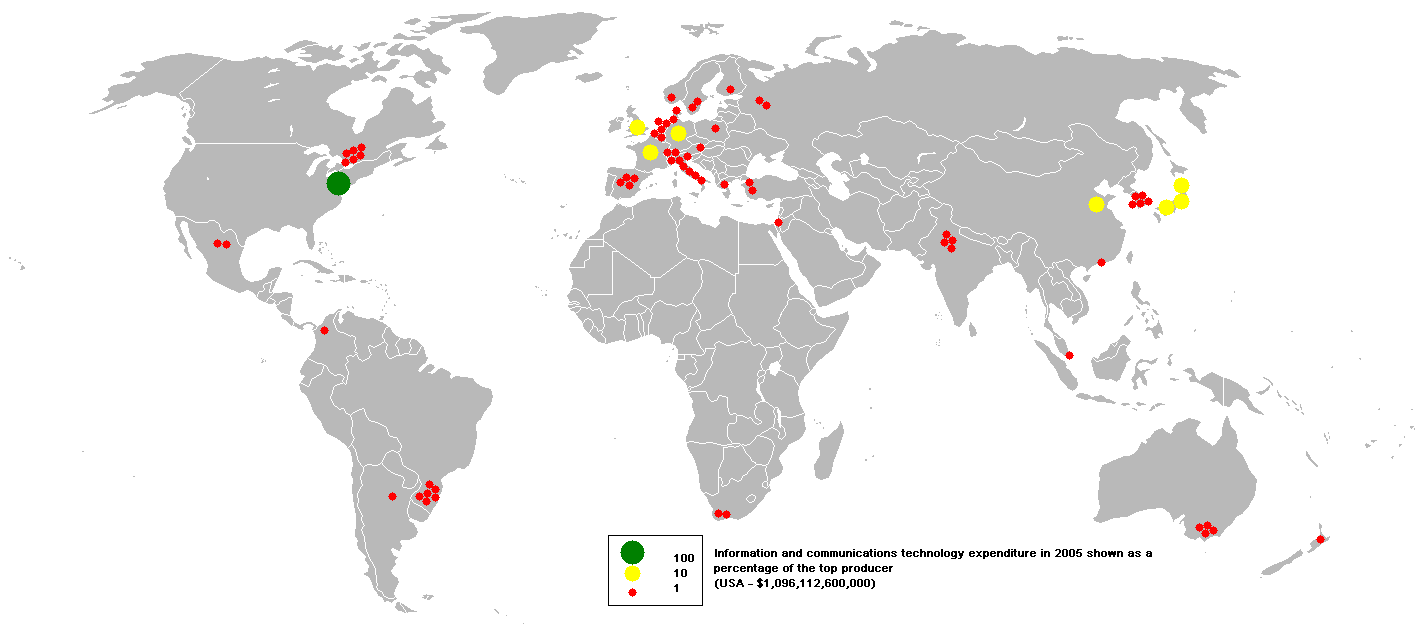
Mapa de bombolles que mostra la distribució de la despesa en tecnologies de la informació i la comunicació l'any 2005. Les mida de les bombolles representa el percentatge respecte al líder del mercat, els Estats Units, que van tenir una despesa de 1.096.112.600.000 dòlars.

La tecnologia de la informació (sovint també abreujada IT) és l'aplicació d'ordinadors i d'equipaments de telecomunicacions per emmagatzemar, recuperar, transmetre i manipular informació, sovint en un context d'un negoci o qualsevol empresa. El terme s'utilitza sovint com a sinònim per a ordinadors i xarxes de computadores, però també engloba altres distribucions de tecnologia com la televisió i els telèfons. Diverses indústries s'associen amb tecnologia de la informació, com maquinari d'ordinadors, programari, electrònica, semiconductors, Internet, equipament de telecomunicacions, comerç electrònic i serveis d'ordinadors.
En un context de negocis, l'Associació de tecnologia de la informació d'Amèrica ha definit la tecnologia de la informació com "l'estudi, disseny, desenvolupament, aplicació, implementació, suport i administració de sistemes d'informació basats en computadores". Les responsabilitats d'aquelles persones que treballen en aquest camp inclouen l'administració de xarxes, desenvolupament i instal·lació de programari, i el disseny i l'administració del cicle vital d'una organització a través del qual el maquinari es manté, es millora i es reemplaça.
La importància de la tecnologia de la informació en la societat moderna és fonamental, ja que afecta gairebé tots els aspectes de la vida quotidiana, incloent-hi el treball, l'educació, la comunicació, l'entreteniment, la salut i molts altres àmbits. Les empreses i les organitzacions utilitzen la tecnologia de la informació per millorar l'eficiència operativa, augmentar la productivitat i millorar la presa de decisions.
Els humans han anat guardant, recuperant, manipulant i comunicant informació des que els sumeris a Mesopotàmia van desenvolupar l'escriptura cap a l'any 3000 aC, però el terme "tecnologia de la informació" en el seu sentit modern va aparèixer per primera vegada en un article del 1958 publicat a Harvard Business Review; els autors Leavitt i Whisler van comentar que "la nova tecnologia encara no té cap nom establert. L'hauríem d'anomenar tecnologia de la informació." Basant-se en l'emmagatzematge i la processió de la tecnologia utilitzada, es pot distingir quatre fases diferents en el desenvolupament de la tecnologia de la informació: la fase pre-mecànica (3000 aC – 1450 dC.), la mecànica (1450–1840), l'electromecànica (1840–1940) i l'electrònica (1940-actualment). Aquest article es concentra en el període més recent (l'electrònic), que va començar al voltant de l'any 1940.

## Història dels ordinadors
Ja fa milers d'anys que s'han utilitzat dispositius per ajudar-se en càlculs, probablement el primer dispositiu sent en forma de pal de recompte. El mecanisme d'Anticitera, que data de principis del primer segle aC, es considera generalment el computador analògic mecànic més primerenc; també és el primer mecanisme mogut per engranatges conegut. Dispositius amb engranatges comparables no van aparèixer a Europa fins al segle xvi, i no fou fins al 1745 que es desenvolupà la primera calculadora mecànica capaç de resoldre les quatre operacions aritmètiques bàsiques.
Els ordinadors electrònics, utilitzant tant relleus com vàlvules, van començar a aparèixer a principis de la dècada dels 1940. L'electromagnètic Zuse Z3, acabat l'any 1941, fou el primer ordinador programable del món, i pels estàndards moderns una de les primeres màquines que poden ser considerades una màquina computadora completa. El Colossus, desenvolupat durant la Segona Guerra Mundial per desxifrar els missatges alemanys fou el primer ordinador electrònic digital. Tot i que era programable, no servia per a múltiples tasques, només servia per a una de sola. Tampoc podia emmagatzemar el programa en la seva memòria. En comptes d'això, la programació es duia a terme utilitzant endolls i interruptors per alterar la connexió interna. El primer ordinador modern digital que podia emmagatzemar programes fou la Màquina Experimental de Petita Escala de Manchester (SSEM), que va córrer el primer programa el 21 de juny de 1948.

## Emmagatzematge de dades
Els primers computadors electrònics com el Colossus utilitzaven una cinta perforada, una tira de paper llarga en la qual les dades es representaven mitjançant un seguit de forats, una tecnologia actualment obsoleta. L'emmagatzematge electrònic de dades, tècnica utilitzada en els ordinadors moderns, data de la Segona Guerra Mundial, quan es va desenvolupar una forma de memòria de línia de retard per treure ecos indesitjats de senyals de radars. La primera aplicació d'aquest mètode fou la línia de retard de mercuri. El primer dispositiu d'emmagatzematge digital d'accés aleatori fou el tub Williams, basat en un tub de raigs catòdics estàndard, però la informació gravada dins seu era volàtil, cosa que feia que s'hagués de refrescar contínuament i, per tant, es perdia quan se n'anava la llum. La primera forma de magatzem d'informació no volàtil dins d'un ordinador fou la memòria de tambor, inventada l'any 1932 i utilitzada en el Ferranti Mark I, el primer ordinador electrònic comercial disponible per a propòsits generals.
Avui en dia, la majoria de les dades digitals es desen magnèticament en dispositius com discs durs, o de forma òptica en mèdia com ara en CD-ROMs. S'estima que la capacitat mundial d'emmagatzematge en dispositius electrònics va créixer de menys de 3 exabytes l'any 1986 a 295 exabytes el 2007, doblant-se aproximadament cada 3 anys.

## Bases de dades
Els primers sistemes d'administració de bases de dades va aparèixer durant la dècada dels 1960 per tractar el problema de guardar i recuperar grans quantitats de dades acuradament i ràpida. Un dels primers sistemes sembalts era l'IMS (abreviació de Information Management System, en català Sistema d'Administració d'Informació) de l'empresa IBM, el qual encara es desplega àmpliament més de 40 anys després. IMS emmagatzema dades jeràrquicament, però durant els 1970 Ted Codd va proposar un model d'emmagatzematge relacional alternatiu basat en la teoria de conjunts i la lògica de predicats i els conceptes familiars de taules, files i columnes. El primer sistema de gestió de bases de dades relacionals (RDBS) comercial disponible el va fer Oracle l'any 1980.
Tots els sistemes de gestió de dades consisteixen en un conjunt de components que tots junts permeten que les dades que emmagatzemen siguin accessibles simultàniament per molts usuaris mentre mantenen la seva integritat. Una característica de totes les bases de dades és que l'estructura de les dades que contenen es defineixen i es guarden separadament de les dades en si, en un esquema de base de dades.
El llenguatge de marques extensible (XML, extensible markup language en anglès) s'ha convertit en un format popular per la representació de dades en els últims anys. Tot i que les dades en XML es poden guardar en sistemes de fitxers normals, sovint es mantenen en bases de dades relacionals per aprofitar-se de la seva "robusta implementació verificada per anys tant d'esforços teòrics com pràctics". Com una evolució de l'Standard Generalized Markup Language (SGML), l'estructura basada en un text de l'XML ofereix l'avantatge de ser llegida tant per una màquina com per un humà.

## Recuperació de dades
El model de base de dades relacional va introduir un llenguatge de programació independent Structured Query Language (SQL), basat en l'àlgebra relacional.
Els termes "dada" i "informació" no són sinònims. Qualsevol cosa emmagatzemada és una dada, però només esdevé informació quan s'organitza i es presenta de manera que tingui un significat. La majoria de les dades digitals del món no tenen estructura, i estan guardades en una gran varietat de diferents formats físics fins i tot dins una única organització. Els magatzems de dades es van començar a desenvolupar durant els anys 1980 per integrar aquests dipòsits separats. Sovint contenen dades extretes de diverses fonts, incloent fonts externes com Internet, organitzat de manera que faciliti la feina als sistemes de suport a la presa de decisions (DSS).

### Sistema de suport a la presa de decisions
El concepte de sistema de suport a les decisions (DSS per les seves sigles en anglès Decision support system) és molt ampli, perquè hi ha molts enfocaments per a la presa de decisions i a causa de l'extensa gamma d'àmbits en els quals es prenen. Aquests sistemes de suport són del tipus OLAP o de mineria de dades, que proporcionen informació i suport per prendre una decisió.
Un DSS pot adoptar moltes formes diferents. En general, podem dir que un DSS és un sistema informàtic utilitzat per servir de suport, més que automatitzar, el procés de presa de decisions. La decisió és una elecció entre alternatives basades en estimacions dels valors d'aquestes alternatives. El suport a una decisió significa ajudar les persones que treballen soles o en grup a reunir intel·ligència, generar alternatives i prendre decisions. Recolzar el procés de presa de decisió implica el suport a l'estimació, l'avaluació i/o la comparació d'alternatives. A la pràctica, les referències a DSS acostumen a ser referències a aplicacions informàtiques que realitzen una funció de suport.

## Transmissió de dades
La transmissió de dades inclou tres aspectes: la transmissió, la propagació i la recepció.
XML s'ha fet servir de forma creixen com a mitjà d'intercanvi de dades des dels primers anys de la dècada dels 2000, particularment per a interaccions orientades a màquines com aquelles involucrades en protocols orientats a pàgines web com SOAP, descrivint més aviat "dada en trànsit que ... dada en descans". Un dels reptes d'aquest ús és convertir dades de bases relacionals en estructures DOM en XML.

## Manipulació de dades
Hilbert i Lopez identifiquen el pas exponencial d'un canvi tecnològic (un tipus de llei de Moore): la capacitat de les màquines de ser aplicades específicament per computar informació per capita es va doblar aproximadament cada 14 mesos entre el 1986 i el 2007; la capacitat per capita dels ordinadors globals de propòsits generals es va doblar cada 18 mesos durant les mateixes dues dècades; la telecomunicació global per capita es va doblar cada 34 mesos; la capacitat per capita d'emmagatzematge mundial va tardar aproximadament 40 mesos per doblar-se (cada 3 anys); i la informació d'emissions per capita s'ha doblat cada 12,3 anys.
S'emmagatzemen quantitats massives de dades arreu del món cada dia, però llevat que es pugui analitzar i presentar efectivament, resideix essencialment al que s'anomenen tombes de dades: "arxius de dades que es visiten rarament". Per solucionar aquest problema, va aparèixer el camp de mineria de dades – "el procés de descobrir patrons interessants i coneguts a partir de grans quantitats de dades" – a finals de la dècada dels 1980s.

## Base de coneixement
Una Base de coneixement (o knowledgebase en anglès; KB, kb or Δ) és un tipus especial de base de dades per a la gestió del coneixement. Proveeix els medis per a la recol·lecció, organització i recuperació computaritzada de coneixement.
Les bases de coneixement s'han classificat en dos grans tipus: 
- Bases de coneixement llegibles per màquines, dissenyades per emmagatzemar coneixement en una forma llegible per l'ordinador, usualment per tal d'obtenir raonament deductiu automàtic aplicat a elles. Contenen una sèrie de dades, usualment en la forma de regles que descriuen el coneixement de manera lògicament consistent. Operadors lògics com I (conjunció), O (disjunció), condició lògica i negació són utilitzada per augmentar-la des del coneixement atòmic. Per tant, la deducció clàssica pot ser utilitzada per raonar sobre el coneixement a la base de coneixement. Aquest tipus de bases de coneixement són utilitzades pel web semàntic.[38]
- Bases de coneixement llegibles per humans estan dissenyades per permetre a les persones accedir al coneixement que elles contenen, principalment per a propòsits d'aprenentatge. Aquestes són comunament usades per obtenir i conduir coneixement explícit de les organitzacions, inclouen articles, llibre blanc, manuals d'usuari i d'altres. El principal benefici que proveeixen les bases de coneixement és proporcionar medis de descobrir solucions a problemes ja resolts, els quals podrien ser aplicats com a base a altres problemes dins o fora del mateix àrea de coneixement.

El més important aspecte d'una base de coneixement és la qualitat de la informació que aquesta conté. Les millors bases de coneixement tenen articles curosament redactats que es manté al dia, un excel·lent sistema de recuperació d'informació (motor de recerca]), i un delicat format de contingut i estructura de classificació. Una base de coneixement pot usar una ontologia per especificar l'estructura (tipus d'entitats i relacions) i el seu esquema de classificació. Una ontologia, juntament amb un grup d'instàncies de les seves classes constitueixen una base de coneixement.

## Perspectiva acadèmica
En un context acadèmic, l'Associació per la Maquinària Computadora defineix la tecnologia de la informació com a "uns programes pregraduats que preparen els estudiants per conèixer les necessitats de la tecnologia dels ordinadors del negoci, el govern, la salut, les escoles, i altres tipus d'organitzacions .... Els especialistes en la tecnologia de la informació assumeixen la responsabilitat de seleccionar els productes de maquinari i programari apropiats per una organització, integrant aquells productes amb necessitats organitzacionals i infraestructura, i instal·lar, personalitzar i mantenir aquelles aplicacions pels usuaris de l'ordinador de l'organització."

## Perspectiva comercial
El valor a nivell de negoci de la tecnologia de la informació prové de l'automatització dels processos, de proveir informació per a la presa de decisions, de connectar els negocis amb els seus clients i proveir d'eines de productivitat que incrementin l'eficiència.
| Categoria                    | 2012 despesa | 2013 despesa |
| ---------------------------- | ------------ | ------------ |
| Dispositius                  | 627          | 666          |
| Sistemes de Centre de Dades  | 141          | 147          |
| Software empresarial         | 278          | 296          |
| Serveis IT                   | 881          | 927          |
| Serveis de telecomunicacions | 1.661        | 1.701        |
| Total                        | 3.588        | 3.737        |

## Tecnologia de la informació en negocis
La tecnologia de la informació ha tingut un gran impacte en negocis, entre d'altres, de la següent manera:
1. Ha incrementat l'eficiència i la competitivitat de pràcticament qualsevol negoci[42]
2. Reducció de feines manuals, evitant el possible error per part del treballador[43][44]
3. Permet a l'empresa dependre de bases de dades importants en ordinadors.[44]

La tecnologia de la informació com a eina per millorar l'activitat principal s'ha d'utilitzar amb cura. Només s'aconsegueix l'efecte positiu quan la gestió de l'empresa veu clarament quines accions futures s'han de fer. Per exemple, si hi ha una eina que podria aportar valor a l'empresa, cal preveure quin serà el negoci en si mateix i la forma de desenvolupar l'ús de la tecnologia de la informació per donar suport a la implementació reeixida de les estratègies de negoci. En cas contrari, tot i ser de gran abast, aquesta eina és cara i difícil d'emprar, cosa que podria fer que els fons destinats a la tecnologia de la informació es destinessin en va.

## Ètica
El camp de l'ètica de les tecnologies de la informació, també anomenada infoètica, fou establert pel matemàtic Norbert Wiener durant els anys 1940. Algunes de les qüestions ètiques associades amb l'ús de la tecnologia de la informació són:
- L'incompliment del dret d'autor per aquells que descarreguen fitxers guardats sense el permís dels propietaris
- Patrons seguint els correus electrònics dels seus treballadors i altres usos d'Internet
- Correus no sol·licitats
- Pirates informàtics que accedeixen a bases de dades en línia
- Pàgines web instal·lant galetes o programaris espia per seguir les activitats d'un usuari en línia